# Santa Olalla de Bureba
Santa Olalla de Bureba – gmina w Hiszpanii, w prowincji Burgos, w Kastylii i León, o powierzchni 10,74 km². W 2011 roku gmina liczyła 33 mieszkańców.